# Tarit Kumar Sett
Tarit Kumar Sett (bengalisch তড়িৎ কুমার সেট Taṛit Kumār Seṭ; * 15. Januar 1931; † 29. Januar 2014 in Kalkutta) war ein indischer Radrennfahrer.

## Sportliche Laufbahn
Tarit Kumar Sett war im Bahnradsport und im Straßenradsport aktiv. Er gehörte zur ersten Generation indischer Radrennfahrer, die in Europa Rennen bestritten. Er nahm an den Olympischen Sommerspielen 1952 in Helsinki teil. Dort trat im Bahnradsport an. Dabei bestritt er mit dem Bahnvierer die Mannschaftsverfolgung. Das indische Team mit Netai Bysack, Suprovat Chakravarty, Raj Kumar Mehra und Tarit Kumar Sett schied in der Qualifikation aus.
Bei den Asienspielen 1951 nahm er an den Bahnwettbewerben teil. Kumar Sett gewann mehrere Titel bei den Meisterschaften in Bengalen. Die Internationale Friedensfahrt bestritt 1954. Er beendete das Etappenrennen nicht. Anfang der 1960er Jahre war er in verschiedenen Funktionen für den indischen Radsportverband tätig.